# Antonio Maccanico
Antonio Maccanico (ur. 4 sierpnia 1924 w Avellino, zm. 23 kwietnia 2013 w Rzymie) – włoski polityk i prawnik, urzędnik państwowy, wielokrotny minister i parlamentarzysta.

## Życiorys
Ukończył w 1946 studia prawnicze na Uniwersytecie w Pizie, rok później został urzędnikiem w Izbie Deputowanych. W latach 1962–1963 zajmował stanowisko dyrektora biura prawnego w Ministerstwie Budżetu, w 1964 powrócił do pracy w administracji parlamentu. Publikował prace poświęcone finansom publicznym, a także kwestiom instytucji państwowych. Reprezentował Włochy we wspólnotowej komisji doraźnej opracowującej zasady powszechnych wyborów do Parlamentu Europejskiego, pełnił funkcję jej przewodniczącego od września do grudnia 1975.
W 1978 prezydent Włoch Sandro Pertini powołał go na urząd sekretarza generalnego. Zachował tę funkcję także w pierwszych latach prezydentury Francesca Cossigi. Odszedł w 1987, obejmując stanowisko prezesa przedsiębiorstwa finansowego Mediobanca.
W kwietniu 1988 mianowano go ministrem spraw regionalnych i problemów instytucjonalnych w gabinecie, na czele którego stał Ciriaco De Mita. Resortem tym kierował także w rządzie Giulia Andreottiego (do kwietnia 1991). Miał pozostać w kolejnym gabinecie, jednak jego ugrupowanie wycofało się z koalicji rządowej przed zaprzysiężeniem członków rządu. W latach 1992–1994 zasiadał w Senacie XI kadencji z ramienia Włoskiej Partii Republikańskiej. Jednocześnie od kwietnia 1993 do maja 1994 był podsekretarzem stanu w rządzie Carla Azeglia Ciampiego.
W 1996, będąc poza parlamentem, stanął na czele nowego ugrupowania pod nazwą Unia Demokratyczna. Po kolejnym kryzysie rządowym w okresie premiera Lamberta Diniego 1 lutego 1996 prezydent Oscar Luigi Scalfaro poprosił go o sformowanie nowego gabinetu. Antonio Maccanico zrezygnował dwa tygodnie później, nie będąc w stanie uzyskać większości w parlamencie. W przedterminowych wyborach w tym samym roku został deputowanym XIII kadencji, reelekcję uzyskał w 2001 na XIV kadencję.
W maju 1996 objął urząd ministra poczty i telekomunikacji w rządzie Romano Prodiego (do października 1998). Od czerwca 1999 do czerwca 2001 ponownie zasiadał w radzie ministrów jako minister ds. instytucjonalnych w gabinetach Massima D’Alemy i Giuliana Amato. W międzyczasie wprowadził Związek Demokratyczny do nowej formacji Demokratów, później z tym ugrupowaniem został członkiem Margherity.
Od 2006 do 2008 był senatorem XV kadencji, w jej trakcie został członkiem Partii Demokratycznej. Nie ubiegał się o reelekcję.